# Boigny-sur-Bionne
Boigny-sur-Bionne là một xã trong tỉnh Loiret, vùng Centre-Val de Loire bắc trung bộ nước Pháp. Xã này nằm ở khu vực có độ cao từ 98-121 mét trên mực nước biển.
IBM có văn phòng ở Boigny-sur-Bionne.